# Атерогенная дислипидемия
Атерогенная дислипидемия (гиперлипидемия) включает триаду метаболических нарушений:
- повышенная концентрация в крови мелких плотных липопротеинов низкой плотности (LDL)
- снижение липопротеинов высокой плотности (HDL)
- увеличение триглицеридов.

Характерна для ожирения, метаболического синдрома, типична при резистентности к инсулину и для сахарного диабета 2-го типа.
Атерогенная дислипидемия является важным фактором риска развития сердечно-сосудистых заболеваний и, в частности, инфаркта миокарда.